# أقلاسوي
اقلاسوي ( (بالإنجليزية:  Agalassoi)‏ )قبيلة عاشت في باكستان في الجزء السفلي من وادي اندوس في زمن الاسكندر الأكبر
هزموا علي يد الاسكندر الأكبر.